# Música de Suècia
La música de Suècia abasta tota la producció musical produïda en territori suec al llarg de la història. Inclou la música d'arrel més tradicional, emmarcada en la cultura escandinava, passant per la música clàssica i estils comercials més contemporanis.
És l'un dels pocs països al món que ha aconseguit col·locar la seva música a les llistes de més venuts d'Europa o dels EUA, així com a bona part dels països del món. El primer gran nom, però, és Johan Helmich Roman, compositor d'estil barroc. Els anys 1970 són l'inici de la popularitat de la música sueca gràcies al grup ABBA que guanyà el Festival d'Eurovisió l'any 1974 amb la cançó "Waterloo". A partir de llavors s'han anat succeint una sèrie d'artistes de música comercial que han aconseguit fer el seu lloc en el panorama de la indústria del disc. Entre ells es pot destacar Roxette, Europe i Eagle-Eye Cherry o, més recentment, Anges, Avici, Loreen, Måns Zelmerlöw i Zara Larsson.

## Música clàssica

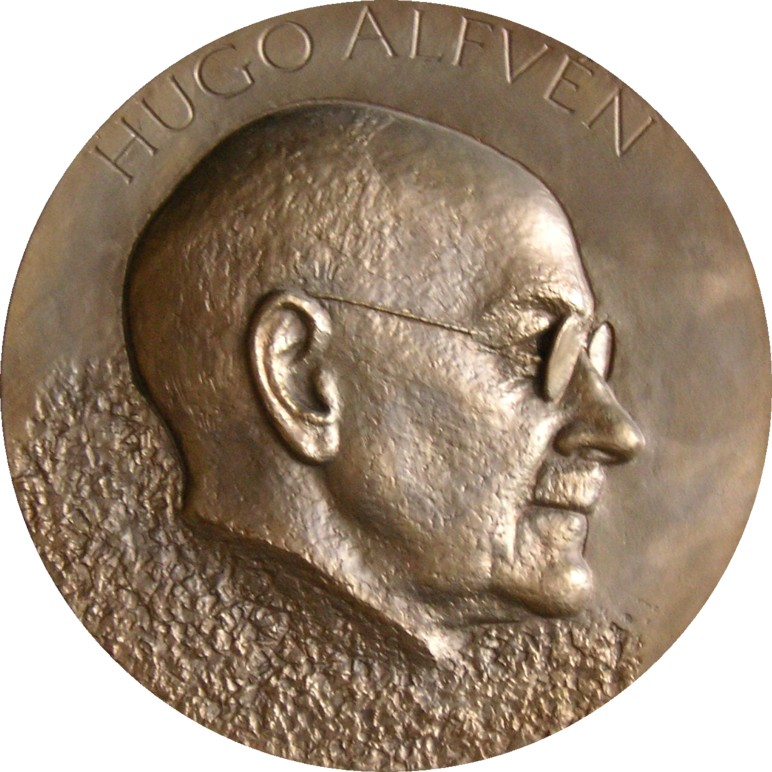
El compositor clàssic Hugo Alfvén

El primer gran nom de la música clàssica sueca és Johan Helmich Roman, un compositor d'estil barroc, més conegut com a "pare de la música sueca".
En el període romànic, destaca Hugo Alfvén, compositor suec per excel·lència. Durant la transició del romanticisme cap al classicisme destaca Franz Berwald i ja a la fase del neoclàssic Lars-Erik Larsson.
El primer gran nom de la música clàssica sueca és Johan Helmich Roman, un compositor d'estil barroc, anomenat "pare de la música sueca" 
- Hugo Alfvén
- Franz Berwald
- Wilhelm Stenhammar
- Johan Helmich Roman.
- Emil Sjögren
- Lars-Erik Larsson
- Karl-Birger Blomdahl

## Música popular/comercial
- ABBA (principal single, "Waterloo")
- Harpo (principal signle, "Moviestar")
- Secret Service (principal single, "Oh Susie")
- Herrys (principal single, "Diggiloo Diggiley")
- Tommy Körberg (principal single, "Anthem")
- Europe (principal single, "Final Countdown")
- Neneh Cherry (principal single, "Buffalo Stance")
- Roxette (principal single, "It must have been love")
- Army of Lovers (principal single, "Cruscified")
- Dr. Alban (principal single, "It's my life")
- Ace of Base (principal single, "All that she wants")
- The Soundtrack of Our Lives (principal single, "Instant Repeater 99'")
- Robyn (principal single, "Show Me Love")
- Clawfinger (principal single, "Biggest the Best")
- Eagle-Eye Cherry (principal single, "Save Tonight")
- The Cardigans (principal single, "Lovefool")
- Emilia (principal single "Big Big World")
- Meja (principal single, "All Bout' the Money")
- The Hellacopters (principal single, "By the grace of God")
- Remain Sane (principal single, "It Takes A Fool To")
- Titiyo (principal single, "Come Along")
- A*Teens (principal single, "Halfway Around The Word")
- The Hives (principal single, "Walk Idiot Walk")
- Gunther (principal single, "You Touch My Tralala")
- Arash (principal single, "Boroboro")
- Basshunter (principal pista, "Now You're Gone")
- Agnes (principal single "Release Me")
- Avicii (principal pista "Levels")
- Loreen (principal single, "Euphoria")
- Icona Pop (principal single, "I don't care")
- Måns Zelmerlöw (principal single, "Heroes")
- Zara Larsson (principal single "Lush Life")
- Tove Lo (principal single "Habits")
- Frans Jeppsson-Wall (principal single, "If I Were Sorry")

## Música jazz
- Alice Babs
- Jan Johansson
- Arne Domnérus
- Monica Zetterlund
- Ulf Wakenius

## Festival d'Eurovisió
Suècia és dels països més seguidors del Festival d'Eurovisió i el segon en haver-se emportat més victòries. Hi participa des de l'any 1958 i ha obtingut 6 victòries. El Festival d'Eurovisió marca tendència al país, i a vegades també arribar a projectar artistes suecs al món. Ha estat del cas dels ABBA als anys 1970 i, més recentment, de Loreen i Måns Zelmerlöw.